# Wladimir Nikolajewitsch Sarabjanow
Wladimir Nikolajewitsch Sarabjanow (russisch Владимир Николаевич Сарабьянов; * 26. Oktoberjul. / 7. November 1886greg. in Astrachan; † 4. März 1952 in Moskau) war ein sowjetischer Philosoph, Historiker und Wirtschaftswissenschaftler.
Sarabjanow war von 1922 bis 1930 Mitglied der Prawda-Redaktion. 1930 wurde er Mitglied der KPdSU. Er verfasste Hochschullehrbücher zu Themen der Philosophie. Sein Lehrbuch Dialektischer und Historischer Materialismus war nach dem Verbot von Bucharins Publikationen das am meisten verbreitete – bis zum Erscheinen von Kurzer Lehrgang der Geschichte der KPdSU (B). Nach 1937 publizierte er nicht mehr.
Seine Grabstätte befindet sich auf dem Nowodewitschi-Friedhof in Moskau.